# Садовый (Выгоничский район)
Садовый — посёлок в Выгоничском районе Брянской области, в составе Кокинского сельского поселения.

## География
Расположен в 1 км к юго-востоку от села Кокино.

## История
Основан в середине XIX века как усадьба А. П. Хрипкова (первоначальное название — сельцо Александровское), позднее владение К. Г. Мартынова; с 1918 — совхоз «Кокино», с 1930-х гг. — учебное хозяйство Кокинского сельскохозяйственного техникума. В 1964 г. Указом Президиума ВС РСФСР поселок учебного хозяйства Кокинского сельскохозяйственного техникума переименован в Садовый.

## Население
| 2010 | 2013 |
| ---- | ---- |
| 286  | ↗290 |

| Годы      | 1979 | 1989 | 2002 | 2010 |
| --------- | ---- | ---- | ---- | ---- |
| Население | 259  | 269  | 269  | 313  |